# Штанаське сільське поселення
Штана́ське сільське поселення (рос. Хозанкинское сельское поселение) — муніципальне утворення у складі Красночетайського району Чувашії, Росія. Адміністративний центр — село Штанаші.

## Населення
Населення — 518 осіб (2019, 723 у 2010, 999 у 2002).

## Склад
До складу поселення входять такі населені пункти:
| Населений пункт      | Населення, осіб (2002) | Населення, осіб (2010) |
| -------------------- | ---------------------- | ---------------------- |
| Арайкаси, присілок   | 113                    | 84                     |
| Горбатовка, присілок | 56                     | 38                     |
| Кюрлево, присілок    | 134                    | 92                     |
| Лісна, присілок      | 82                     | 60                     |
| Обиково, присілок    | 151                    | 96                     |
| Штанаші, село        | 463                    | 353                    |